# Paolo da Visso
Paolo da Visso ou Paolo di Giovanni da Visso (Aschio, v.1431 -  V. 1481 ) est un peintre italien du style gothique international actif au  XVe siècle.

## Biographie
Paolo da Visso est né dans la province de Macerata (Marches) et a été actif entre 1431 et 1481 dans les Marches et en Ombrie. 
En 1455, Paolo da Visso a fondé un atelier personnel après avoir appris l'art en Ombrie par l'intermédiaire probablement d'un maître de Foligno
Une seule de ses œuvres est signée. Il s'agit de la Vierge à l'Enfant trônant réalisée à l'origine pour l'église Santa Maria dell'Oro à Terni. Le tableau fait partie de la Collezione Campana qui se trouve au Musée du Petit Palais (Avignon).
Une Vierge à fresque (1481) est située dans le palais communal de Visso. 
À partir de ces œuvres, la critique a regroupé diverses compositions comportant des similitudes avec le naturalisme de Bartolomeo di Tomaso et une connaissance évidente du Vecchietta.
Dans sa peinture on reconnaît le styles des peintres comme Arcangelo di Cola, Giovanni Boccati, Girolamo di Giovanni, Angelo di Antonio, Stefano di Giovanni et Carlo Crivelli. 
Il eut comme élèves Tommaso di Pietro da Visso, Luca di Raimondo et Benedetto di Marco di Castelsantangelo.

## Œuvres
- Vierge à l'Enfant, Musée du Petit Palais Avignon (œuvre provenant de l'église Santa Maria dell'Oro)[1].
- Madonna del Voto, Museo Civico e Diocesano, Visso.
- Polyptyque de Nocelleto, Museo Civico e Diocesano, Visso (œuvre provenant de l'église Santa Maria Castellare).
- Mariage mystique de sainte Catherine, Ascoli Piceno
- Vierge à l'Enfant trônant (1481), fresque, Palazzo dei Priori, Visso.
- Saint Jean-Baptiste et Saint Barthélemy, Galerie nationale, Prague

Œuvres de Paolo da Visso
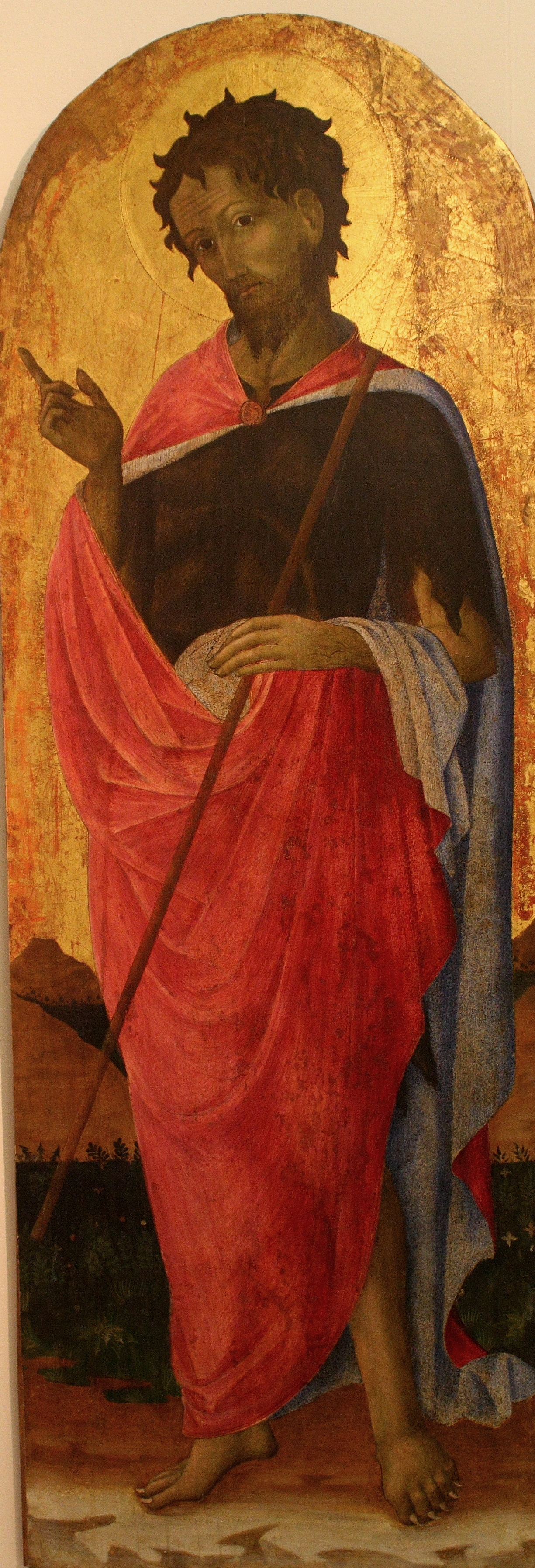
Saint Jean-Baptiste Galerie nationale, Prague
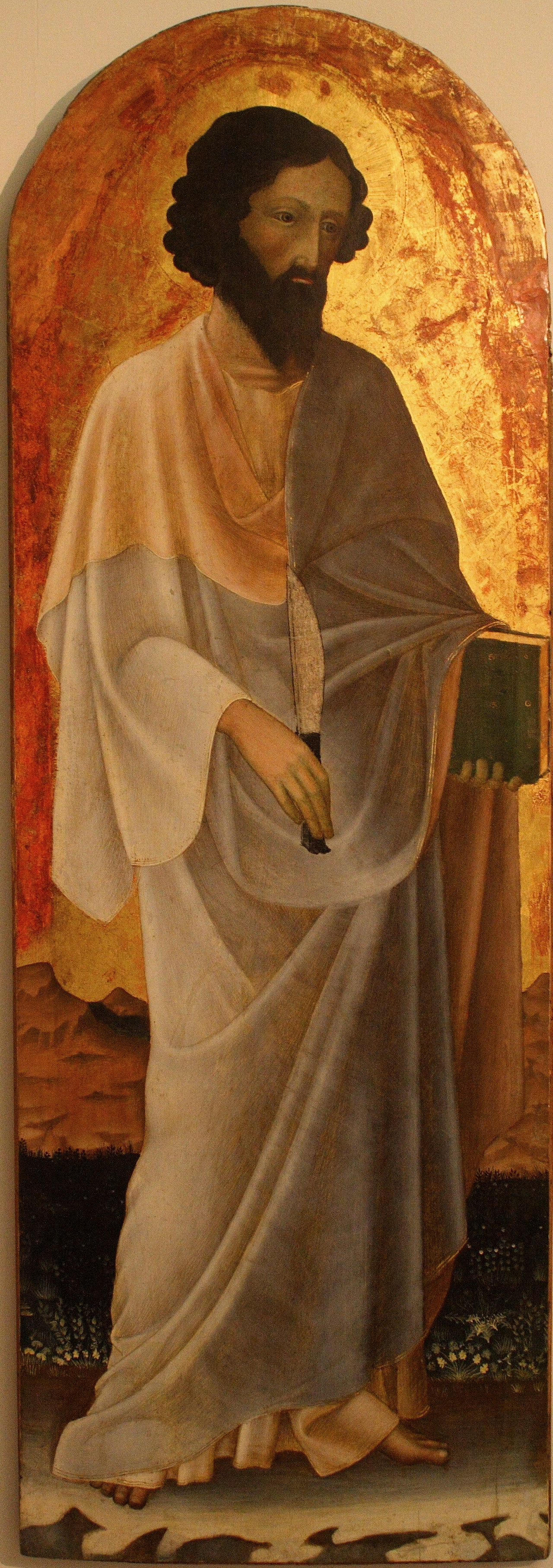
Saint Barthélemy Galerie nationale, Prague
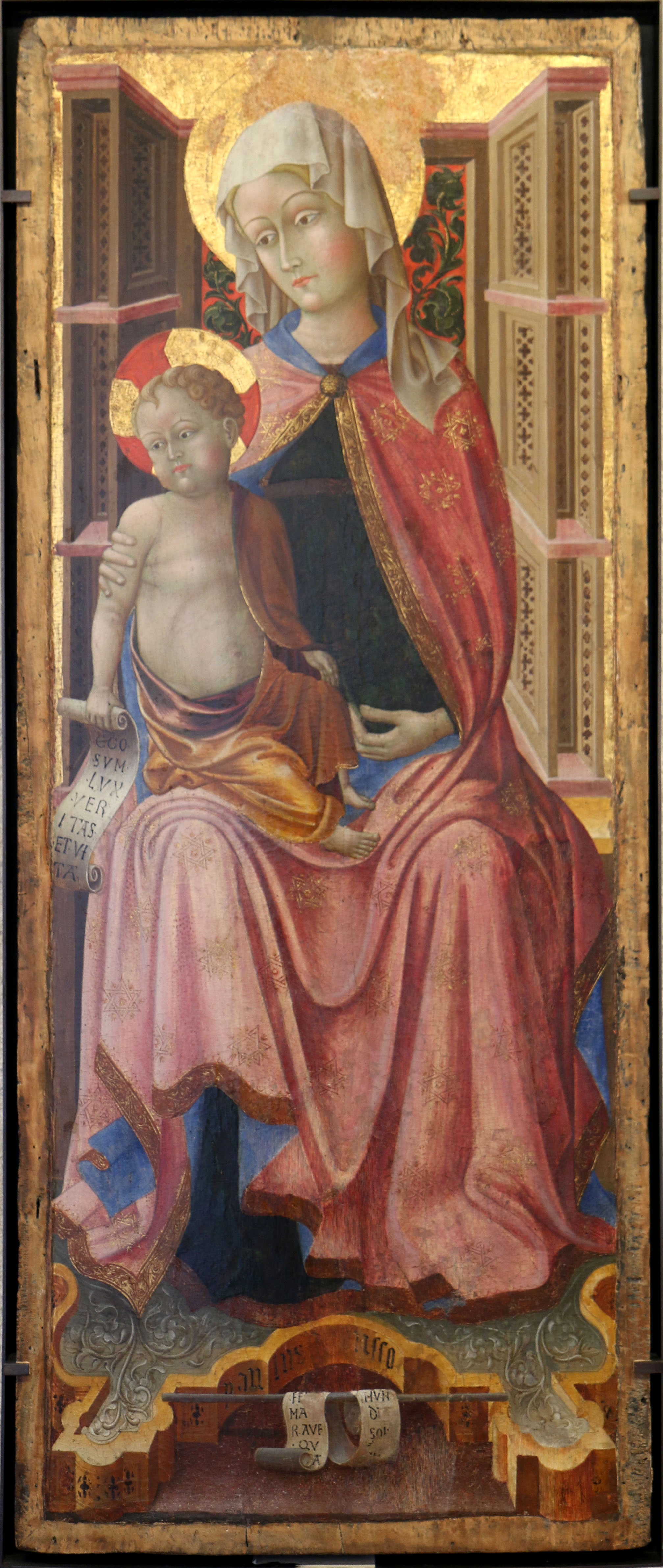
Vierge er Enfant Musée du Petit Palais d'Avignon

## Sources
- Voir liens externes